# Lhôpital
Lhôpital är en kommun i departementet Ain i regionen Auvergne-Rhône-Alpes i östra Frankrike. Kommunen ligger  i kantonen Bellegarde-sur-Valserine som ligger i arrondissementet Nantua. Kommunens areal är 3,68 km². År 2018 hade Lhôpital 52 invånare.

## Befolkningsutveckling
Antalet invånare i kommunen Lhôpital
Referens: INSEE